# Masaaki Sawanobori
Masaaki Sawanobori (澤登 正朗, Sawanobori Masaaki, Fujinomiya, 12 januari 1970) is een Japans voormalig voetballer die als middenvelder speelde.

## Carrière
Masaaki Sawanobori speelde tussen 1992 en 2005 voor Shimizu S-Pulse.

## Japans voetbalelftal
Masaaki Sawanobori debuteerde in 1993 in het Japans nationaal elftal en speelde 16 interlands, waarin hij 3 keer scoorde.

## Statistieken
| Japans voetbalelftal | Japans voetbalelftal | Japans voetbalelftal |
| Jaar                 | Wed.                 | Dlp.                 |
| -------------------- | -------------------- | -------------------- |
| 1993                 | 5                    | 1                    |
| 1994                 | 6                    | 1                    |
| 1995                 | 0                    | 0                    |
| 1996                 | 0                    | 0                    |
| 1997                 | 0                    | 0                    |
| 1998                 | 0                    | 0                    |
| 1999                 | 1                    | 0                    |
| 2000                 | 4                    | 1                    |
| Totaal               | 16                   | 3                    |